# Rosario Romeo
Pour les articles homonymes, voir Rosario (prénom).
Rosario Romeo (né le 11 octobre 1924 à Giarre, mort le 16 mars 1987 à Rome) est un historien et un homme politique italien, membre du Parti républicain italien et député européen.

## Biographie
Rosario Romeo est un élève de Gioacchino Volpe et de Nino Valeri. Il obtient, en 1947, une bourse d'études de l'Institut italien des études historique. 
Sa formation terminée, il publie son premier livre, Il Risorgimento in Sicilia, qui fait date dans l'historiographie sicilienne. Dans la lignée de l'approche libérale de Benedetto Croce et d'Ernesto Pontieri, il déconstruit les théories régionalistes en mettant en avant l'importance de la bourgeoisie urbaine dans le mouvement pro-unitaire italien. 
Le directeur de  l'institut, Federico Chabod, l’appelle afin de collaborer au Dictionnaire biographique des Italiens, puis, en 1953, il fait encore appel à lui à Naples en tant que secrétaire de l'Institut. À partir de 1962, Romeo est professeur d'histoire moderne à l'Université de Rome, d'abord à la Faculté du Magistero et, plus tard, dans celle des lettres et philosophie. Par la suite, il devient professeur à l'Institut universitaire européen, recteur de la Luiss de Rome, membre de l'Académie des Lyncéens.
Il réalise un ouvrage sur Camillo Cavour de trois volumes.
Il est élu lors des élections européennes de 1984 sur la liste de la PRI-PLI. Il est vice-président du groupe parlementaire « groupe libéral et démocratique »» et «groupe libéral et démocratique réformateur», il est membre de la commission pour la politique régionale et la planification territoriale et de la commission pour les affaires institutionnelles.

## Ouvrages
- Il Risorgimento in Sicilia. Catania, Biblioteca della facoltà di Lettere e Filosofia, 1948.
- Dal Piemonte sabaudo all'Italia liberale. Turin, Einaudi, 1963.
- Breve storia della grande industria in Italia 1861-1961. Bologne, Cappelli, 1963.
- Mezzogiorno e Sicilia nel Risorgimento. Naples, ESI, 1963.
- Cavour e il suo tempo. Bari, Éditions Laterza, 1969-1984.
- Il problema nazionale tra 19° e 20° secolo: idee e realtà. Rome, Bulzoni, 1977.
- Italia democrazia industriale: dal Risorgimento alla repubblica. Florence, Le Monnier, 1986.
- Italia laica ed Europa unita. Rome, Edizioni della Voce, 1986.
- Il giudizio storico sul Risorgimento. Acireale, Bonanno, 1987.
- Vita di Cavour. Bari, Laterza, 1990.
- Scritti storici, 1951-1987. Milan, Il saggiatore, 1991.
- Scritti politici, 1953-1987. Milan, Il saggiatore, 1991.
- Risorgimento e capitalismo. Bari, Laterza, 1998.